# Piros metróvonal (Stockholm)
A piros vonal vagy Tub 2, ahogy az SL-en (Storstockholms Lokaltrafik) belül nevezik, egyike a három földalatti vonalnak Stockholmban. Összesen 36 állomása van, ezek közül 4 betonépítmény, 16 sziklába vájt és 15 felszíni állomás. A pálya teljes hossza 41 238 méter, 18 méterrel rövidebb, mint a zöld metróvonal. A vonalnak négy ága van, Fruängen és Norsborg délnyugaton, valamint Ropsten és Mörby centrum északkeleten.

## Háttér
A piros vonalon két földalatti járat, a T13-as és a T14-es, közlekedik és 411 000 utast szállít naponta és kb. 128 milliót évente.
A T13-as járat Norsborg–Ropsten míg a T14-es Fruängen–'Mörby Centrum között közlekedik. Hétfőtől szombatig a T14-esen nappal 5 percenként járnak a szerelvények Mörby centrum és Liljeholmen között míg máskor 10 perces időközökben. Csúcsforgalom idején 5 percenként jár a T13-as Norsborg–Ropsten között és 5 percenként a T14-es Mörby centrum–Fruängen között. Ez 2,5 perces közlekedési sűrűséget eredményez a közös Östermalmstorg–Liljeholmen szakaszon, vagyis 24 szerelvényt óránként.
A leghosszabb alagutak a Gamla stan–Bergshamra (8,5 km), a Gamla stan–Gärdet (részben közös a Gamla stan–Bergshamra alagúttal, 2,1 km saját alagút, 4,5 km összesen) és az Axelsberg–Bredäng (2,3 km).
A 10 legnagyobb állomás (felszálló utasok száma egy téli hétköznapon) a következő: 
| Nr | Állomás                   | Felszállók száma |
| -- | ------------------------- | ---------------- |
| 1  | T-Centralen (piros vonal) | 75 800           |
| 2  | Slussen (piros vonal)     | 40 200           |
| 3  | Östermalmstorg            | 36 800           |
| 4  | Liljeholmen               | 29 300           |
| 5  | Tekniska högskolan        | 25 800           |
| 6  | Ropsten                   | 18 900           |
| 7  | Mariatorget               | 17 300           |
| 8  | Hornstull                 | 17 100           |
| 9  | Karlaplan                 | 16 800           |
| 10 | Danderyds sjukhus         | 15 200           |

## Története
A piros vonal volt, a zöld vonal után amely lényegében 1960-ban befejeződött, a második vonala a stockholmi metrónak.
A különböző szakaszait az alábbi sorrendben adták át a forgalomnak: 
- 1956: Telefonplan – Fruängen, a megnyitáskor villamosjárat
- 1964: T-Centralen – Fruängen, mint metró
- 1964: Liljeholmen – Örnsberg
- 1965: Örnsberg – Sätra
- 1965: T-Centralen – Östermalmstorg
- 1967: Sätra – Skärholmen
- 1967: Östermalmstorg – Ropsten
- 1967: Skärholmen – Varberg
- 1972: Varberg – Fittja
- 1973: Östermalmstorg – Tekniska Högskolan
- 1975: Tekniska Högskolan – Universitetet
- 1975: Fittja – Norsborg
- 1978: Universitetet – Mörby centrum

A T-Centralen–Fruängen/Örnsberg szakaszt 1964. április 5-én avatták fel. További szakaszokat adtak át a forgalomnak 1965–1967 között, míg az utolsó szakasz (Mörby Centrum-ig) 1978-ra készült el. Stockholm belvárosában a piros vonalat az utcáktól függetlenül és mélyebbre  építették mint a Zöld metróvonalat, ami gyakorlatilag a meglévő utcák alatt vezetett.
A Mälarhöjden–Liljeholmen szakaszt már az 1910-es években építették mint villamos vonalat, amit Södra Förstadsbanan (Déli elővárosi vonal) néven ismertek. Valamivel később épült a Liljeholmen–Midsommarkransen szakasz. Ezt saját töltésre építették mivel a terület akkor még nem volt sűrűn beépítve. Ennek ellenére voltak szintbeni átjárók s ezért az szakaszok bővítését már alagutakban végezték. Ez az oka annak, hogy az eredeti villamosvonalakból csak kevés maradt meg.
A Telefonplan–Fruängen szakasz 1946–1956 között épült mint villamosvonal, de előkészítve a T14 és T17 földalatti járatokra, a Fruängen állomásig, hosszabb peronokkal a sínek között és rövidebbekkel a villamosoknak a sínek két oldalán. Ez a vonal ma is ugyanaz mint akkor volt. A T-centralen állomás mellett már akkor, amikor a Zöld metróvonalat építették a síneket alagutakban vezették főleg úgy, hogy a beton elemeket leásták és betakarták. A T-Centralen állomás a Zöld vonalnak 1957-ben kezdett működni, míg a Piros vonalnak 1964-ben. 
Kezdetben a piros vonal színe a térképeken és menetrendekben narancssárga volt, de az idők folyamán egyre pirosabb lett. A Fruängen és Mörby centrum közötti járat az elején T24-es jelzésű volt és valamikor 2001 körül változott T14-re.
A Liljeholmen–Fruängen szakaszt 2006. május 8. – 2006. augusztus 20. között javítás miatt lezárták és ez idő alatt a szállítást pótlóbuszok bonyolították le. Egy részét a szakasznak (Liljeholmen–Telefonplan) már június 19-én megnyitották.

## Állomások

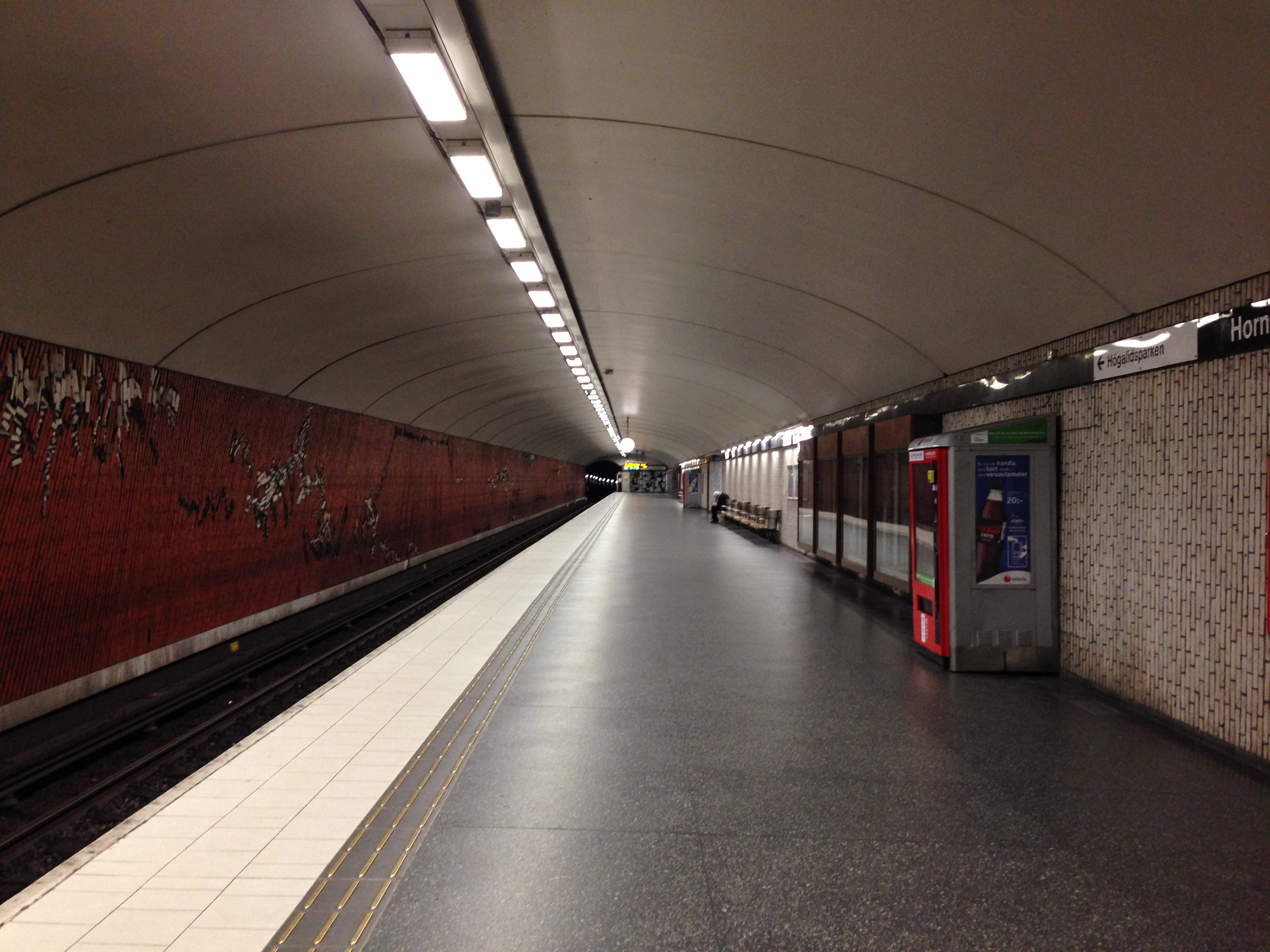
Hornstull
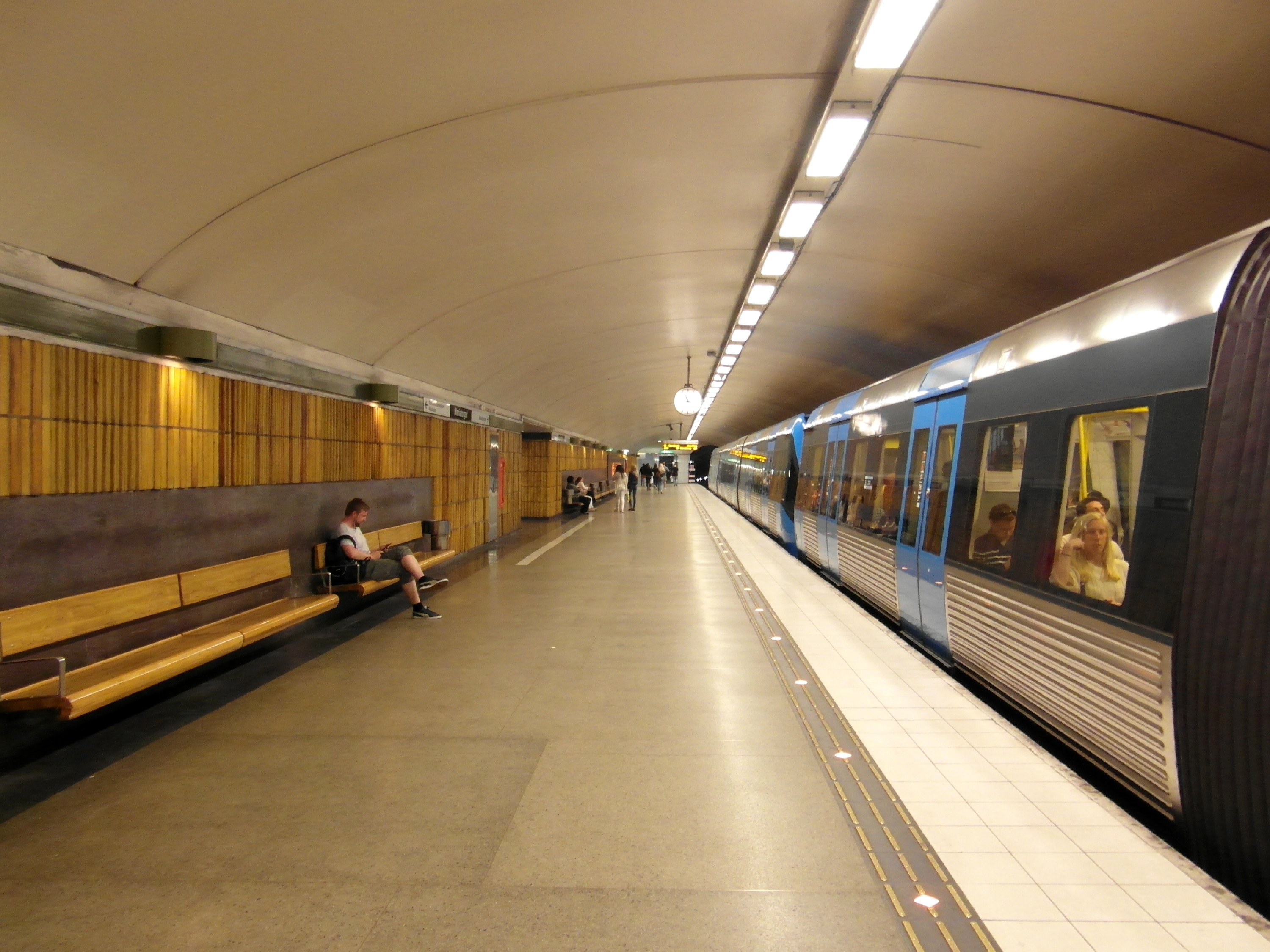
Mariatorget
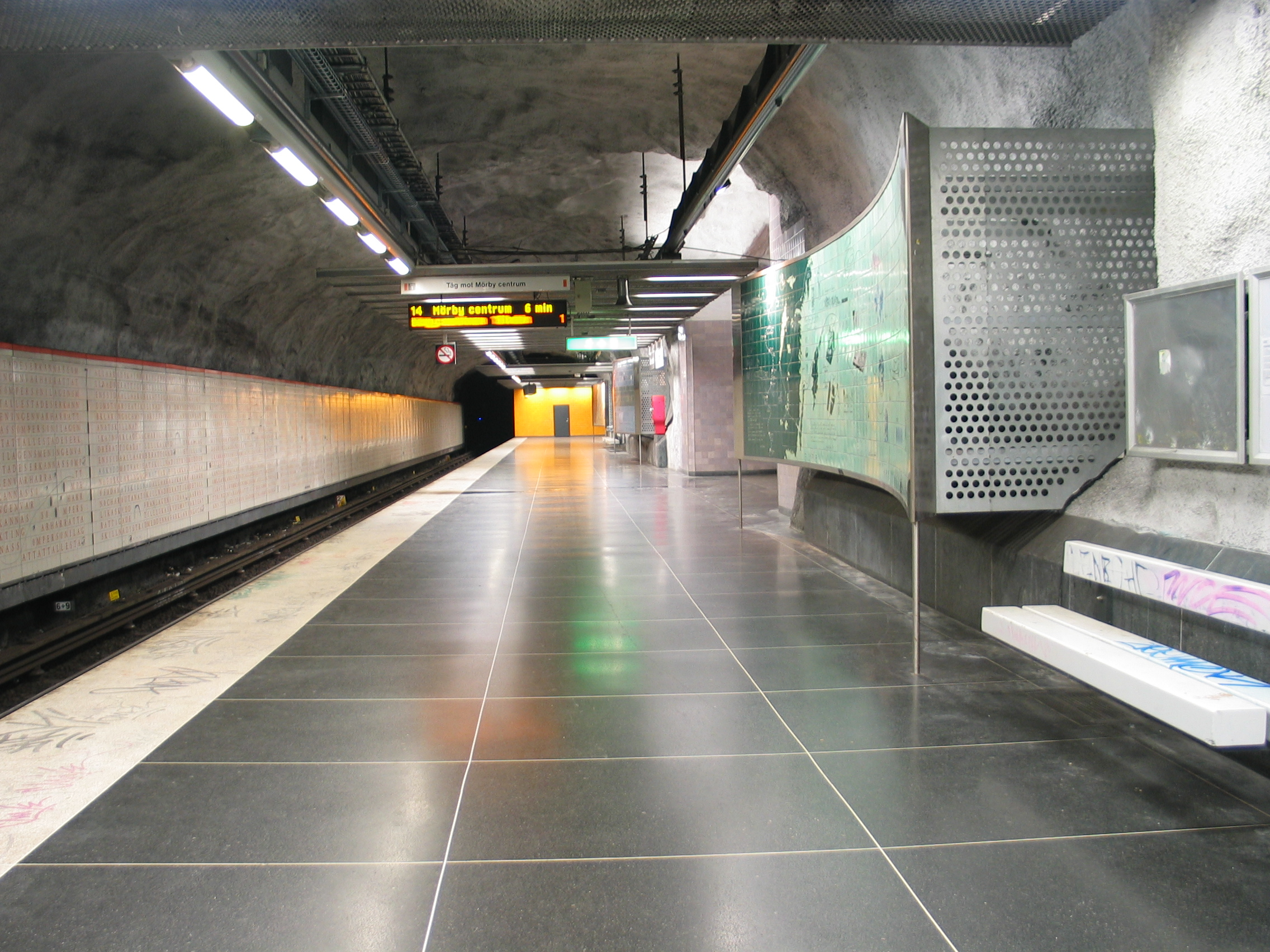
Universitetet
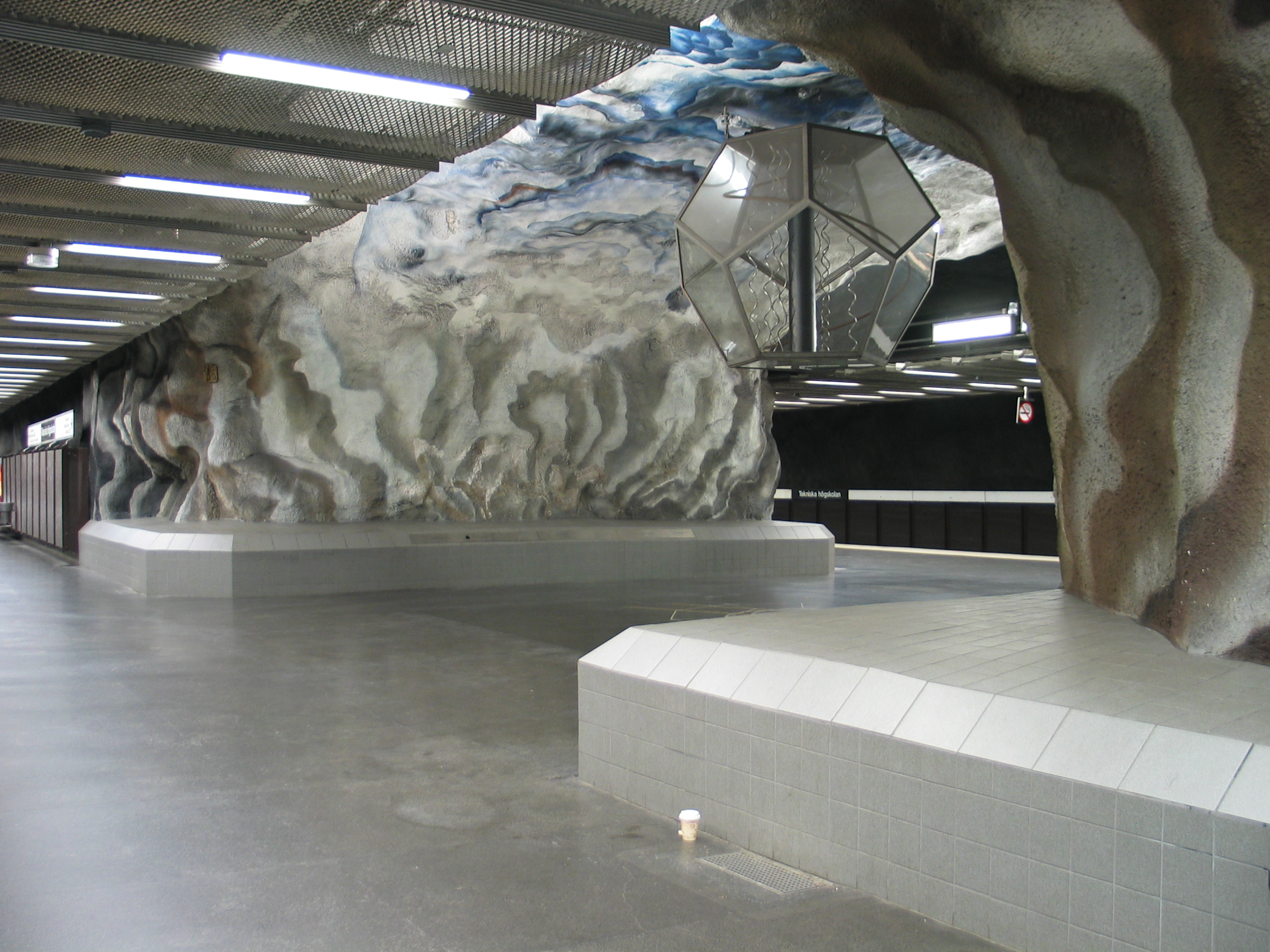
Tekniska högskolan
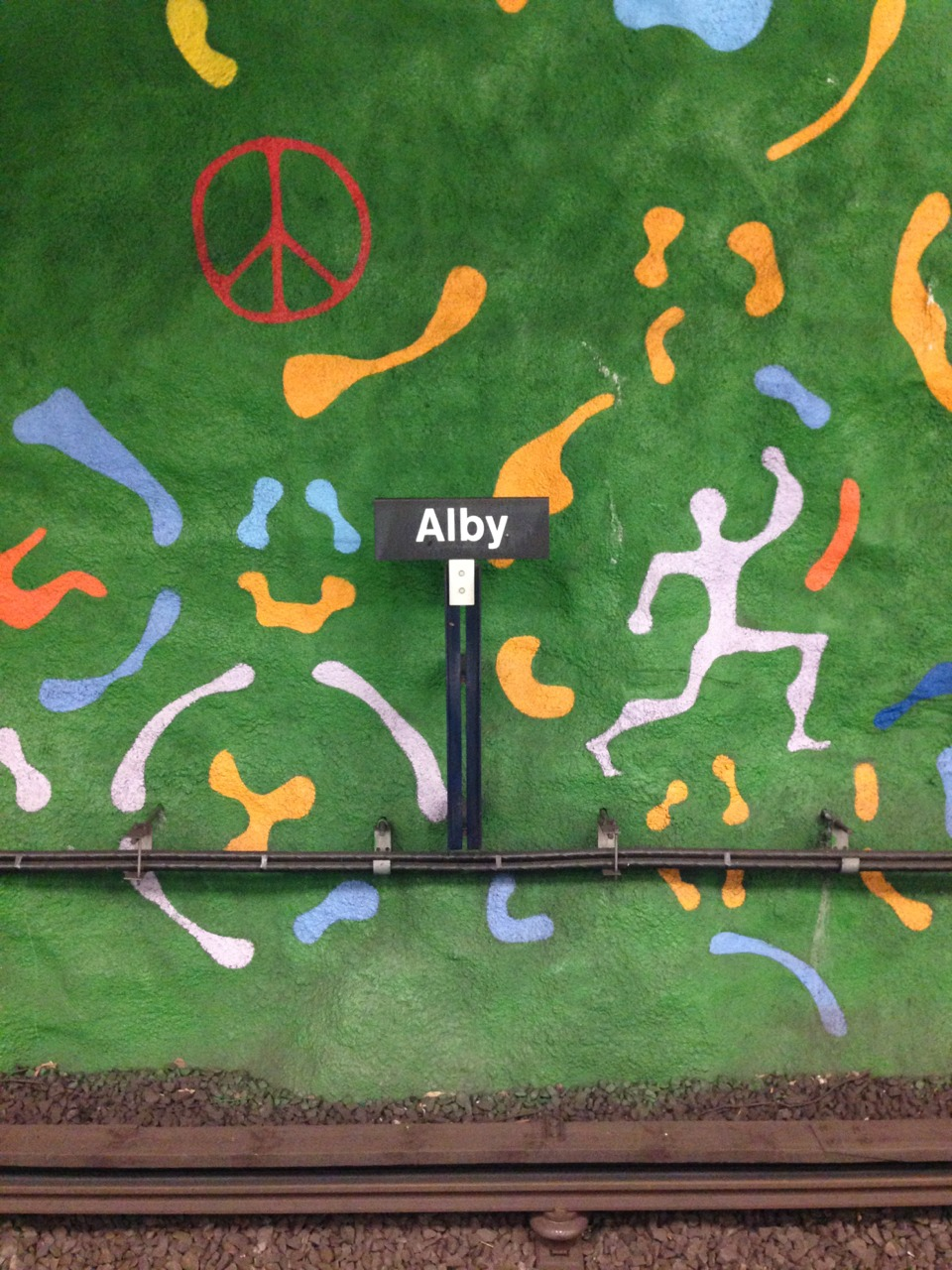
Alby
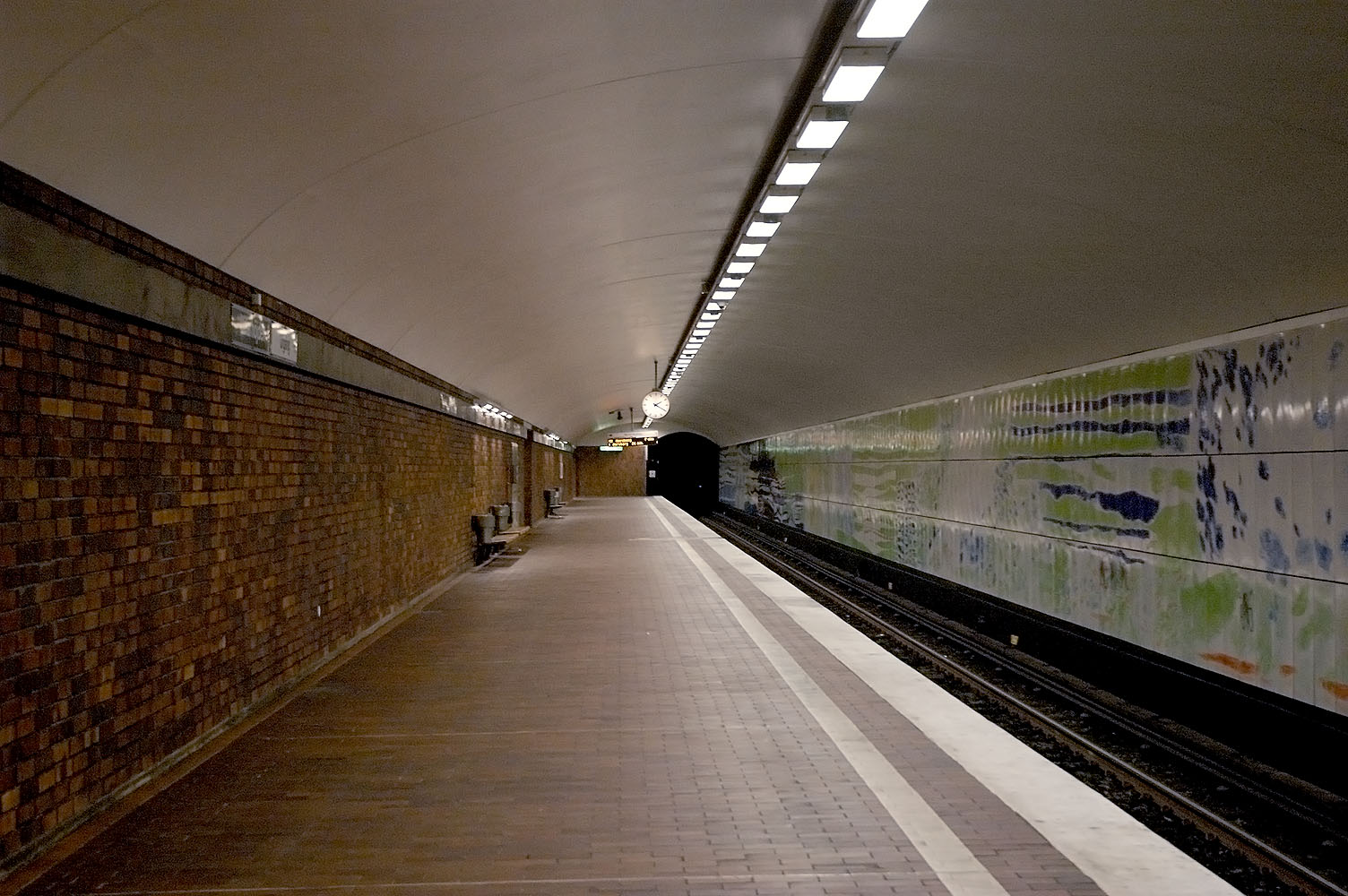
Mälarhöjden
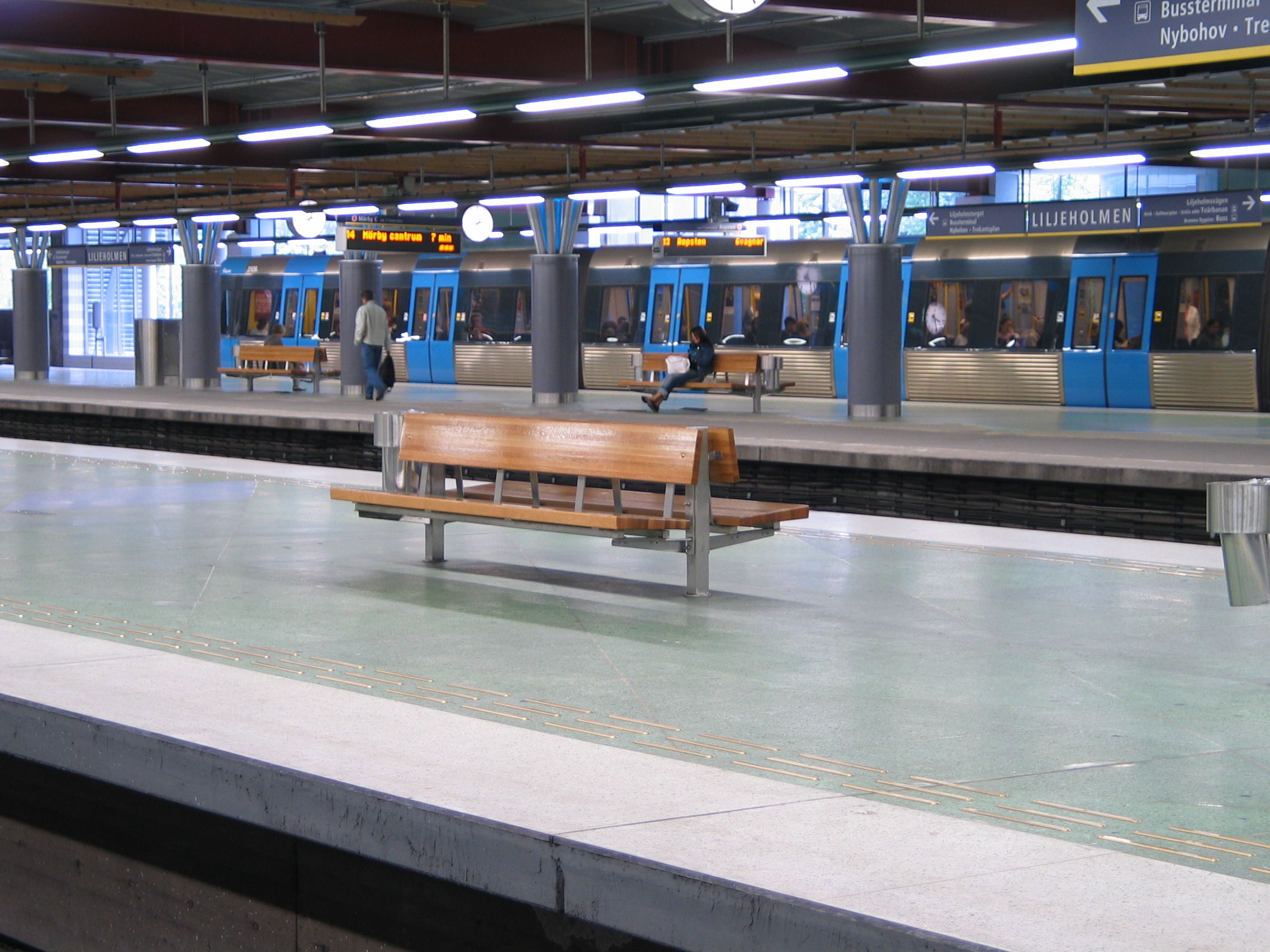
Liljeholmen
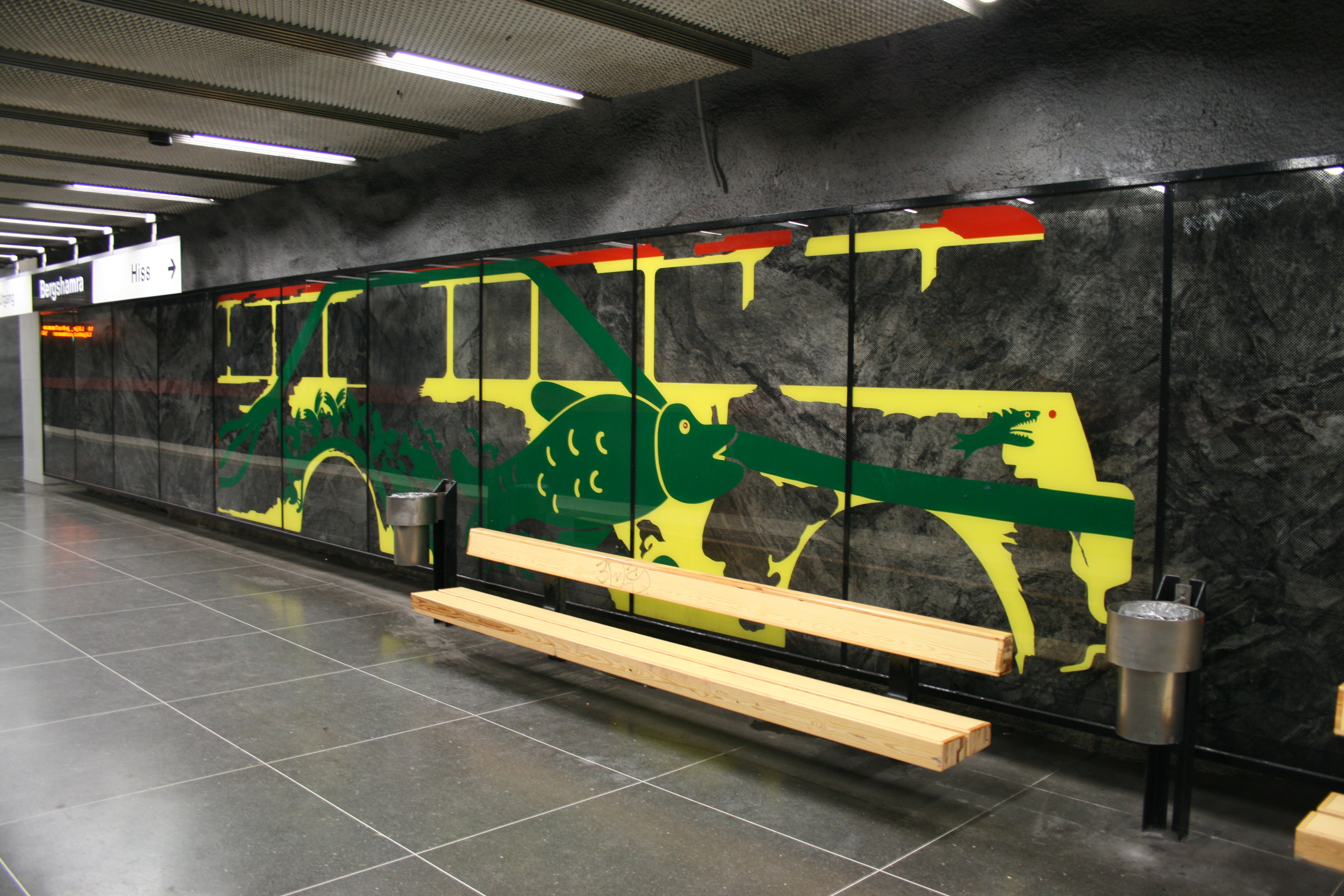
Bergshamra

## Tervezett hosszabbítások
Nagy-Stockholm metrótervei szerint a piros vonalat tovább vezették volna északra az Östermalmstorg állomástól egészen Hägernäs-ig. Az állomások amelyek szóba jöttek, Djursholms Ösby, Enebyberg, Roslags Näsby, Täby centrum, Viggbyholm és Hägernäs végállomás voltak. 
A terv egyik változata szerint teljesen új pályát fektettek volna le, nem használva a már létező vasúti síneket. 1975-ben elhatározták a földalatti meghosszabbítását a már létező Roslagsbanan (keskeny nyomtávú helyiérdekű vasút) rovására, de a viták tovább folytak és 1976-ban úgy határoztak, hogy a vasút marad, majd 1978-ban ismét a földalatti mellett döntöttek. A Stockholm megyei önkormányzat 1979-ben elhatározta a vonal meghosszabbítását Täby központjáig, felszíni kivitelezésben. Täby és Sollentuna községek 1980-ban népszavazást tartottak az ügyben és az eredmény a meghosszabbítás ellen szólt. A megyei önkormányzat nem tartotta irányadónak a szavazást mivel a tömegközlekedés egy megyei ügy, de a községek nem voltak hajlandók a metróvonalt bevenni a területrendezési tervekbe. 1980 októberében a megyei önkormányzat eldöntötte, hogy a földalattit meghosszabbítják, de a terveket végül feladták s helyette a helyiérdekű vasutat részesítették előnyben.
A másik északra haladó szakasszal, amelyiknek Ropsten a végállomása, az volt az elképzelés, hogy tovább vezetik egy külön hídon a Lilla värtan öböl fölött s majd alagútban a Lidingö centrum állomásig. Itt még egy további meghosszabbítás lehetőségét is figyelembe vették, Baggeby, Bodal és Bogesundslandet állomásokkal mint lehetséges végállomások. Ebben az időben a Bogesundslandet terület lakóházakkal való beépítését tervezték. A városi tervhivatal 1971-ben a Lidingöbron (Lidingö híd) tervezésekor vázlatokat készített a metró hídra is. Lidingö városi önkormányzata 1966-ban egy elvi döntést hozott a vonal meghosszabbítására, de a tervről a végén lemondtak.
Tervezték a vonal déli irányba való meghosszabbítását is Huddinge centrum és Flemingsberg állomásokig. Még területeket is fenntartottak ennek érdekében de a meghosszabbításra, többek között a Huddinge kórházig, eddig nem került sor.

## Fordítás
- Ez a szócikk részben vagy egészben  a   Röda linjen (Stockholms tunnelbana) című svéd Wikipédia-szócikk fordításán alapul.  Az eredeti cikk szerkesztőit annak laptörténete sorolja fel. Ez a jelzés csupán a megfogalmazás eredetét és a szerzői jogokat jelzi, nem szolgál a cikkben szereplő információk forrásmegjelöléseként.
- Ez a szócikk részben vagy egészben  a   Röda linjen (Stockholm) című német Wikipédia-szócikk fordításán alapul.  Az eredeti cikk szerkesztőit annak laptörténete sorolja fel. Ez a jelzés csupán a megfogalmazás eredetét és a szerzői jogokat jelzi, nem szolgál a cikkben szereplő információk forrásmegjelöléseként.

## További információ
Menetrend (svédül)